# Chaetodon bennetti
Chaetodon bennetti là một loài cá biển thuộc chi Cá bướm (phân chi Tetrachaetodon) trong họ Cá bướm. Loài này được mô tả lần đầu tiên vào năm 1831.

## Từ nguyên
Từ định danh bennetti được đặt theo tên của nhà động vật học Edward Turner Bennett, người đã cho tác giả Georges Cuvier xem mẫu định danh của loài cá này.

## Phạm vi phân bố và môi trường sống
Dọc theo bờ biển Đông Phi, C. bennetti được phân bố trải dài về phía đông đến quần đảo Gambier (Polynésie thuộc Pháp) và quần đảo Pitcairn, ngược lên phía bắc đến vùng biển phía nam Nhật Bản, xa về phía nam đến Úc (gồm cả đảo Lord Howe) và đảo Rapa Iti.
Ở Việt Nam, C. bennetti chỉ được ghi nhận tại quần đảo Hoàng Sa; bờ biển Phú Yên; và vịnh Nha Trang (Khánh Hòa).
C. bennetti sống tập trung ở những khu vực mà san hô phát triển phong phú trên rạn viền bờ hay trong đầm phá ở độ sâu đến ít nhất là 30 m; cá con thường được bắt gặp ở vùng nước nông và có nhiều cụm san hô Acropora.

## Mô tả
C. bennetti có chiều dài cơ thể lớn nhất được ghi nhận là 20 cm. Loài này có màu vàng với một đốm đen lớn viền trắng xanh ở thân trên. Một cặp sọc màu xanh óng từ sau đầu uốn cong xuống bụng. Đầu có một sọc đen viền xanh từ gáy băng dọc qua mắt.
Số gai ở vây lưng: 13–14; Số tia vây ở vây lưng: 15–17; Số gai ở vây hậu môn: 3; Số tia vây ở vây hậu môn: 14–16; Số tia vây ở vây ngực: 14–16; Số gai ở vây bụng: 1; Số tia vây ở vây bụng: 5; Số vảy đường bên: 36–40.

## Phân loại học
Các sọc xanh trên cơ thể giúp phân biệt C. bennetti với các loài chị em trong phân chi Tetrachaetodon.

## Sinh thái học
C. bennetti là loài ăn san hô chuyên biệt. Loài này có thể kết đôi với nhau hoặc sống đơn độc.

## Thương mại
C. bennetti ít được xuất khẩu trong ngành kinh doanh cá cảnh. Do chế độ ăn đặc biệt nên loài này dễ bị chết đói trong điều kiện nuôi nhốt.